# Stratford (Dakota du Sud)
Pour les articles homonymes, voir Stratford.
Stratford est une municipalité américaine située dans le comté de Brown, dans l'État du Dakota du Sud.
Le nom de la localité est choisi par la Minneapolis and St. Louis Railway et l'agence immobilière à laquelle la société à acheter ces terres.
Selon le recensement de 2010, Stratford compte 72 habitants. La municipalité s'étend sur 0,25 milles carrés (0,65 km2).

## Démographie
| 1920 | 1930 | 1940 | 1950 | 1960 | 1970 |
| ---- | ---- | ---- | ---- | ---- | ---- |
| 297  | 262  | 205  | 164  | 109  | 106  |

| 1980 | 1990 | 2000 | 2010 | - | - |
| ---- | ---- | ---- | ---- | - | - |
| 82   | 85   | 96   | 72   | - | - |